# Marc Desens
Marc Desens (* 1974 in Marl) ist ein deutscher Rechtswissenschaftler und Hochschullehrer an der Universität Leipzig.

## Leben
Desens studierte von 1994 bis 2000 Rechtswissenschaft, Politikwissenschaft, Wirtschaftspolitik und Philosophie an der Universität Münster. 2000 legte er sein Erstes Juristisches Staatsexamen ab und war anschließend zwei Jahre lang als wissenschaftlicher Mitarbeiter von Dieter Birk an dessen Lehrstuhl am Institut für Steuerrecht an der Universität Münster tätig. Unter dessen Betreuung schloss Desens 2003 seine Promotion zum Dr. iur. mit einer Schrift zum Halbeinkünfteverfahren, die mit dem Promotionspreis der Universität Münster sowie mit dem Hans Flick-Ehrenpreis ausgezeichnet wurde, ab. Sein 2002 begonnenes Referendariat am Landgericht Münster beendete Desens 2004 mit dem Zweiten Staatsexamen. Von 2005 bis 2006 war er wissenschaftlicher Mitarbeiter der Bundesverfassungsrichterin Lerke Osterloh und kehrte anschließend als akademischer Rat an das Institut für Steuerrecht der Universität Münster zurück. Dort vollendete er ebenfalls unter Betreuung von Birk 2010 seine Habilitation und erhielt die Venia legendi für die Fächer Öffentliches Recht und Steuerrecht.
Seit 2010 hat er den ordentlichen Lehrstuhl für Öffentliches Recht, insbesondere für Steuerrecht und Öffentliches Wirtschaftsrecht an der Universität Leipzig inne. Von 2010 bis 2016 war er Studiendekan der dortigen juristischen Fakultät. Seit 2017 ist er zudem Direktor des Ernst-Jaeger-Instituts für Unternehmenssanierung und Insolvenzrecht. Seit Oktober 2022 ist Desens erneut Mitglied des Dekanats der Leipziger Juristenfakultät, diesmal als Prodekan und somit als Vertreter der neuen Dekanin und bisherigen Prodekanin Katharina Beckemper.
Desens ist auch forensisch tätig. In einem Verfahren vor dem Finanzgericht Köln vertrat er zeitweise eine US-amerikanische Fondsgesellschaft auf Zahlung einer Steuerrückerstattung im Zusammenhang mit Cum-Ex-Geschäften.

## Kritik
Desens wird vom Hauptbelastungszeugen im Cum-Ex-Prozess vor dem Landgericht Bonn als „Mietschreiber“ bezeichnet, der gegen „gutes Honorar Aufsätze publizierte“, die in Zeiten zunehmender Steuerprüfungen durch das Finanzamt Cum-Ex-Geschäfte positiv darstellen sollten. Als Zeuge im Untersuchungsausschuss der 18. Wahlperiode des Deutschen Bundestages hat Desens eingeräumt, für den Steueranwalt Hanno Berger Gutachten und Stellungnahmen verfasst und später veröffentlicht zu haben. Seine von 2012 bis 2014 erschienenen Aufsätze in der Deutschen Steuerzeitung zur steuerrechtlichen Beurteilung von Cum-Ex-Geschäften weisen nicht aus, dass sie auf Gutachten beruhen. Desens hat die Vorwürfe stets von sich gewiesen. Ihm sei es um die Aufarbeitung der Gesetzeslage gegangen, die die Cum/Ex-Geschäfte erst ermöglicht habe. Er habe die Gutachten aus eigenem Interesse verfasst und stets auf den „Skandal“ der mehrfachen unberechtigten Steuererstattung hingewiesen. Dabei hat es sich seiner Meinung nach um einen „Gesetzgebungsskandal“ gehandelt, den er in jedem Aufsatz thematisiert habe.

## Werk
Desens’ Forschungsschwerpunkte liegen vor allem im Steuerrecht und dort insbesondere im Einkommens- und Körperschaftssteuerrecht. So kommentiert er zahlreiche Vorschriften im etablierten Fachkommentar zum EStG und KStG Herrmann/Heuer/Raupach.
- Das Halbeinkünfteverfahren – eine theoretische, historische, systematische und verfassungsrechtliche Würdigung. Otto Schmidt, Köln 2004, ISBN 3-504-64230-0 (Dissertation).
- Bindung der Finanzverwaltung an die Rechtsprechung – Bedingungen und Grenzen für Nichtanwendungserlasse. Mohr Siebeck, Tübingen 2011, ISBN 978-3-16-150560-7 (Habilitationsschrift).
- mit Dieter Birk und Henning Tappe: Klausurenkurs im Steuerrecht – Ein Fall- und Repetitionsbuch. 4. Auflage. C.F. Müller, Heidelberg 2015, ISBN 978-3-8114-4404-1.
- mit Dieter Birk und Henning Tappe: Steuerrecht. 20. Auflage. C.F. Müller, Heidelberg 2017, ISBN 978-3-8114-4513-0.